# British Heavyweight Championship (RevPro)
El Undispited British Heavyweight Championship (Campeonato Indiscutido Peso Pesado Británico, en español) es un campeonato mundial de lucha libre profesional perteneciente a Revolution Pro Wrestling (RevPro). El título fue creado y debutó el 16 de julio de 2005 y es el principal campeonato de la promoción. El campeón actual es Ricky Knight Jr., quien se encuentra en su segundo reinado.
El título actual se formó después de que el Campeonato IPW:UK y el Campeonato All-England se unificaran en el Campeonato Peso Pesado Británico Indiscutible, pero más tarde se hizo conocido simplemente como el Campeonato Peso Pesado Británico después de que RevPro se separara de International Pro Wrestling: United Kingdom (IPW:UK). El título ha sido defendido en los Estados Unidos y en Japón a través de la relación de trabajo de RevPro con New Japan Pro-Wrestling (NJPW).

## Nombres
| Nombres                                     | Años                     |
| ------------------------------------------- | ------------------------ |
| IPW:UK Championship                         | 2005-2009                |
| Undisputed British Heavyweight Championship | 2009-2013, 2018-presente |
| British Heavyweight Championship            | 2013-2018                |

## Campeones

### Campeón actual
El campeón actual es Ricky Knight Jr., quién está en su segundo reinado. Knight Jr. consiguió el título tras derrotar al excampeón Michael Oku el 25 de julio de 2025 en RevPro Summer Sizzler 2025.

### Lista de campeones
| N.º    | Campeón           | Lucha                    | Lucha                                             | Lucha                     | Estadísticas | Estadísticas | Notas y referencias                                                                                           |
| N.º    | Campeón           | Fecha                    | Evento                                            | Ubicación                 | Reinado      | Días         | Notas y referencias                                                                                           |
| ------ | ----------------- | ------------------------ | ------------------------------------------------- | ------------------------- | ------------ | ------------ | --- |
| IPW:UK |                   |                          |                                                   |                           |              |              | |
| 1      | Aviv Maayan       | 16 de julio de 2005      | IPW:UK Weekend Of Champions: Night One            | Londres, Inglaterra       | 1            | 1            | Derrotó a Martin Stone y Steve Douglas en una Triple Threat match para ganar el título.                       |
| 2      | Martin Stone      | 17 de julio de 2005      | IPW:UK Weekend Of Champions: Night Two            | Londres, Inglaterra       | 1            | 462          | |
| 3      | Andy Boy Simmonz  | 22 de octubre de 2006    | IPW:UK Extreme Measures 3                         | Londres, Inglaterra       | 1            | 210          | Fue un No Disqualification match.                                                                             |
| 4      | JC Thunder        | 20 de mayo de 2007       | IPW:UK Royale Rewards                             | Londres, Inglaterra       | 1            | 125          | |
| 5      | Andy Boy Simmonz  | 22 de septiembre de 2007 | IPW:UK 3rd Anniversary Weekend: Night Two         | Londres, Inglaterra       | 2            | 175          | Fue un Submission match.                                                                                      |
| 6      | Martin Stone      | 16 de marzo de 2008      | IPW:UK Battle Royale: The Last Orpington Stand    | Londres, Inglaterra       | 2            | 189          | Fue un Last Man Standing match.                                                                               |
| 7      | Iestyn Rees       | 21 de septiembre de 2008 | IPW:UK Fourth Anniversary Tour                    | Londres, Inglaterra       | 1            | 209          | |
| 8      | Alex Shane        | 18 de abril de 2009      | IPW:UK Iron Fist                                  | Swanley, Inglaterra       | 1            | 148          | Fue un Iron Fist match.                                                                                       |
| 9      | Leroy Kincaide    | 13 de septiembre de 2009 | IPW:UK 5th Anniversary Show                       | Sittingbourne, Inglaterra | 1            | 161          | Unificó el Campeonato IPW:UK y el Campeonato All-England en el Campeonato Peso Pesado Británico Indiscutible. |
| 10     | Dave Mastiff      | 21 de febrero de 2010    | IPW:UK No Escape 2010                             | Sittingbourne, Inglaterra | 1            | 448          | |
| 11     | Sha Samuels       | 15 de mayo de 2011       | IPW:UK Sittingbourne Spectacular 2011             | Sittingbourne, Inglaterra | 1            | 686          | Fue una Triple Threat elimination match que incluyó a Takeshi Morishima.                                      |
| RevPro |                   |                          |                                                   |                           |              |              | |
| 12     | Colt Cabana       | 31 de marzo de 2013      | RevPro High Stakes 2013                           | Sittingbourne, Inglaterra | 1            | 349          | El campeonato comienza a ser denominado como el Campeonato Peso Pesado Británico durante este reinado.        |
| 13     | Marty Scurll      | 15 de marzo de 2014      | RevPro High Stakes 2014                           | Londres, Inglaterra       | 1            | 456          | Fue un Iron Man match de 30 minutos.                                                                          |
| 14     | A.J. Styles       | 14 de junio de 2015      | RevPro Summer Sizzler 2015                        | Londres, Inglaterra       | 1            | 216          | [ 4 ] |
| 15     | Zack Sabre Jr.    | 16 de enero de 2016      | RevPro High Stakes 2016                           | Londres, Inglaterra       | 1            | 299          | [ 5 ] |
| 16     | Katsuyori Shibata | 10 de noviembre de 2016  | RevPro Global Wars 2016: Night 1                  | Londres, Inglaterra       | 1            | 116          | [ 6 ] |
| 17     | Zack Sabre Jr.    | 6 de marzo de 2017       | NJPW 45th Anniversary Event                       | Tokio, Japón              | 2            | 396          | [ 7 ] |
| 18     | Tomohiro Ishii    | 6 de abril de 2018       | RevPro WrestleCon 2018                            | Nueva Orleans, Luisiana   | 1            | 86           | [ 8 ] |
| 19     | Minoru Suzuki     | 1 de julio de 2018       | NJPW Strong Style Evolved: United Kingdom Night 2 | Mánchester, Inglaterra    | 1            | 105          | [ 9 ] |
| 20     | Tomohiro Ishii    | 14 de octubre de 2018    | RevPro/NJPW Global Wars 2018                      | Londres, Inglaterra       | 2            | 82           | [ 10 ] |
| 21     | Zack Sabre Jr.    | 4 de enero de 2019       | Wrestle Kingdom 13                                | Tokio, Japón              | 3            | 239          | [ 11 ] |
| 22     | Hiroshi Tanahashi | 31 de agosto de 2019     | Royal Quest                                       | Londres, Inglaterra       | 1            | 15           | [ 12 ] |
| 23     | Zack Sabre Jr.    | 15 de septiembre de 2019 | Destruction in Beppu                              | Beppu, Japón              | 4            | 152          | [ 13 ] |
| 24     | Will Ospreay      | 14 de febrero de 2020    | RevPro High Stakes 2020                           | Londres, Inglaterra       | 1            | 919          | Este el reinado más largo de la historia del título.                                                          |
| 25     | Ricky Knight Jr.  | 21 de agosto de 2022     | RevPro Ten Year Anniversary                       | Londres, Inglaterra       | 1            | 118          | [ 15 ] |
| 26     | Great-O-Khan      | 17 de diciembre de 2022  | RevPro Uprising 2022                              | Londres, Inglaterra       | 1            | 204          | Derrotó a Zak Zodiac, quien reemplazaba a Ricky Knight Jr.                                                    |
| 27     | Michael Oku       | 9 de julio de 2023       | RevPro Epic Encounter 2023                        | Londres, Inglaterra       | 1            | 412          | [ 17 ] |
| 28     | Luke Jacobs       | 24 de agosto de 2024     | RevPro 12 Year Anniversary Show                   | Londres, Inglaterra       | 1            | 119          | [ 18 ] |
| 29     | Michael Oku       | 21 de diciembre de 2024  | RevPro Uprising 2024                              | Londres, Inglaterra       | 2            | 216          | [ 19 ] |
| 30     | Ricky Knight Jr.  | 25 de julio de 2025      | RevPro Summer Sizzler 2025                        | Wolverhampton, Inglaterra | 2            | 8+           | [ 20 ] |

### Total de días con el título
La siguiente lista muestra el total de días que un luchador ha poseído el campeonato, si se suman todos los reinados que posee. 
Actualizado a la fecha del 2 de agosto de 2025.

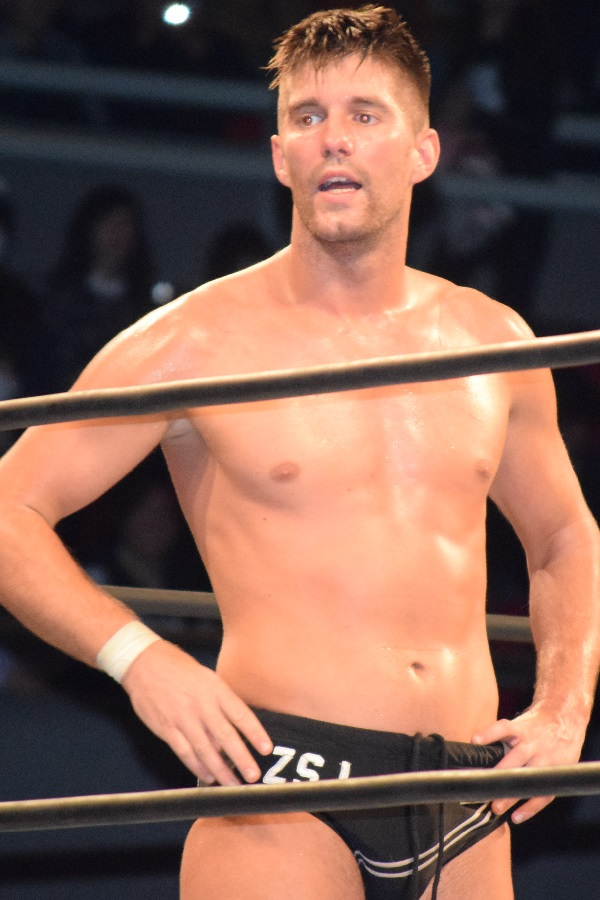
Zack Sabre Jr., posee los récords de más reinados con cuatro y de días acumulativos como campeón con 1086 días.

| + | Indica al campeón actual |

| N.º | Campeón           | Reinados | Total de días |
| --- | ----------------- | -------- | ------------- |
| 1   | Zack Sabre Jr.    | 4        | 1086          |
| 2   | Will Ospreay      | 1        | 919           |
| 3   | Sha Samuels       | 1        | 686           |
| 4   | Martin Stone      | 2        | 651           |
| 5   | Michael Oku       | 2        | 628           |
| 6   | Marty Scurll      | 1        | 456           |
| 7   | Dave Mastiff      | 1        | 448           |
| 8   | Andy Boy Simmonz  | 2        | 385           |
| 9   | Colt Cabana       | 1        | 349           |
| 10  | A.J. Styles       | 1        | 216           |
| 11  | Iestyn Rees       | 1        | 209           |
| 12  | Great-O-Khan      | 1        | 204           |
| 13  | Tomohiro Ishii    | 2        | 168           |
| 14  | Leroy Kincaide    | 1        | 161           |
| 15  | Alex Shane        | 1        | 148           |
| 16  | Ricky Knight Jr.  | 2        | 126+          |
| 17  | JC Thunder        | 1        | 125           |
| 18  | Luke Jacobs       | 1        | 119           |
| 19  | Katsuyori Shibata | 1        | 116           |
| 20  | Minoru Suzuki     | 1        | 105           |
| 21  | Hiroshi Tanahashi | 1        | 15            |
| 22  | Aviv Maayan       | 1        | 1             |

### Mayor cantidad de reinados
| Reinados | Luchador (es)                                                                 |
| -------- | ----------------------------------------------------------------------------- |
| 4 veces  | Zack Sabre Jr.                                                                |
| 2 veces  | Andy Boy Simmonz, Martin Stone, Tomohiro Ishii, Michael Oku, Ricky Knight Jr. |